# Eugenia eurycheila
Eugenia eurycheila är en myrtenväxtart som beskrevs av Otto Karl Berg. Eugenia eurycheila ingår i släktet Eugenia och familjen myrtenväxter. Inga underarter finns listade i Catalogue of Life.